# 朝日町立病院
朝日町立病院（あさひちょうりつびょういん）は、山形県西村山郡朝日町宮宿にある医療機関。

## 概要
1958年（昭和33年）6月1日開設。朝日町で唯一の入院施設のある医療機関となっている。

## 施設概要
構造
- 鉄筋コンクリート平屋1部2階建て

延床面積
- 4,017m2

## 診療科
- 内科
- 外科
- 整形外科
- 眼科

## アクセス
- バス
  - 山交バス
    - 寒河江駅（寒河江バスターミナル）あるいは左沢駅より宮宿行で町立病院前下車
- 車
  - 寒河江SAスマートインターチェンジより約25分[3]。

無料駐車場あり（57台）

## 周辺
- 朝日町役場
- 宮宿郵便局
- 国道287号
- 山形銀行宮宿支店